# Lissorchis mutabile
Lissorchis mutabile är en plattmaskart. Lissorchis mutabile ingår i släktet Lissorchis och familjen Lissorchiidae. Inga underarter finns listade i Catalogue of Life.